# Ecdysozoa
Ecdysozoa är en överstam inom de protostoma djuren. Den består av leddjur, rundmaskar och flera mindre stammar. De kännetecknas av en tre lager tjock kutikula och avsaknad av cilier för rörelse (hos bland annat spermier). Spermierna är istället amöboida. Till skillnad mot de flesta andra protostomerna genomgår embryona hos Ecdysozoa inte spiralklyvning.
Ecdysozoa är en relativt ny indelning, som främst bygger på molekylära studier.  Det har varit omtvistat huruvida Ecdysozoa verkligen är en monofyletisk grupp, men senare undersökningar tyder på att det är så.
Leddjur, trögkrypare och klomaskar har grupperats samman som Panarthropoda. De övriga stammarna sammanförs ofta till gruppen Cycloneuralia, men den kan vara parafyletisk.
Det finns en äldre indelning där Panarthropoda och ringmaskar förs samman till Articulata, men molekylära data pekar klart på att denna grupp är polyfyletisk.